# Глушков, Иван Михайлович
Иван Михайлович Глушков — командир расчёта 1174-го армейского истребительно-противотанкового артиллерийского полка (69-я армия, 1-й Белорусский фронт), старший сержант.

## Биография
Иван Михайлович Глушков родился в крестьянской семье в селе Покровка Оренбургской губернии (в настоящее время Грачёвский район Оренбургской области). Окончил 5 классов школы, работал в колхозе.
В августе 1941 года был призван в Красную Армию Курган-Тюбинским районным военкоматом Сталинабадской области Таджикской ССР, служил в 1174-м армейском истребительно-противотанковом артиллерийском полку.
29 октября 1943 года возле села Чикола в ходе пятичасового боя со своим расчётом подбил 2 вражеских средних танка. 15 февраля 1944 года он был награждён орденом Красной Звезды.
В ходе освобождения Крыма возле города Старый Крым 19 апреля 1944 года принял бой с двумя САУ «Фердинанд», подбил одну САУ и вынудил вторую отступить. Приказом по Приморской армии от 18 мая 1944 года Глушков был награждён орденом Славы 3-й степени.
При освобождении Латвии 17 сентября 1944 года возле населённого пункта Залдатус Мазмаяс в районе города Добеле орудийный расчёт Глушкова подбил танк противника, уничтожил 2 пулемёта и группу солдат. Приказом по войскам 6-й гвардейской армии от 13 октября 1944 года Глушков был награждён орденом Славы 2-й степени.
17—18 апреля 1945 года в предместьях Берлина расчёт старшего сержанта Глушкова уничтожил 3 пулемётные точки и взвод солдат противника. В период со 26 апреля по 2 мая 1945 года в ходе штурма Берлина Глушков в составе штурмовой группы уничтожил огневую точку и около 10 солдат противника. Указом Президиума Верховного Совета СССР 15 мая 1946 года Иван Глушков был награждён орденом Славы 1-й степени.
После демобилизации проживал в Таджикистане, работал в Садвинсовхозе № 2 (г. Гиссар).
Скончался 21 апреля 1984 года.